# Plesso lombosacrale
Il plesso lombosacrale è un plesso nervoso appartenente al sistema nervoso periferico e formato dalle divisioni anteriori dei nervi lombari (L1-L2-L3-L4-L5), sacrali (S1-S2-S3-S4-S5) e coccigeo; talvolta prende fibre anche dal XII nervo toracico (T12). Viene normalmente diviso, per ragioni descrittive, in:
- Plesso lombare
- Plesso sacrale
- Plesso pudendo
- Plesso coccigeo